# Rick Rubin
Frederick Jay „Rick” Rubin (n. 10 martie 1963, Lido Beach⁠(d), Nassau County, New York, SUA) este un producător american de discuri și fost co-președinte al Columbia Records. Împreună cu Russell Simmons, Rubin este co-fondator al Def Jam Records și a fondat, de asemenea, American Recordings. Cu Beastie Boys, LL Cool J, Public Enemy și Run-D.M.C., Rubin a ajutat la popularizarea muzicii hip-hop.

## Colaborări
De asemenea, Rubin a colaborat cu artiști precum Coheed And Cambria, Red Hot Chili Peppers, Kanye West, Johnny Cash, The Black Crowes, Slayer, Jay Z, Jake Bugg, James Blake, Danzig, Dixie Chicks, Tom Petty and the Heartbreakers, Black Sabbath, Slipknot,  Metallica, AC/DC, Aerosmith, Weezer, Linkin Park, The Cult, At The Drive-In, Neil Diamond, The Avett Brothers, Adele, Joe Strummer, Mick Jagger, System of a Down, The Mars Volta, Rage Against the Machine, Melanie C, Audioslave, Sheryl Crow, ZZ Top, Jakob Dylan, Lana Del Rey, Lady Gaga, Shakira, Ed Sheeran, Damien Rice, Eminem, Frank Ocean,  Gogol Bordello și The Four Horsemen.  În 2007, MTV l-a numit „cel mai important producător muzical din ultimii 20 de ani” și în același an Rubin a apărut în Time 100 cei mai influenți oameni de pe planetă.

## Legături externe
- Rick Rubin la Internet Movie Database
- Rick Rubin (discografie) la MusicBrainz
- Originally from Mix Magazine Arhivat în 28 februarie 2015, la Wayback Machine.